# Universiteit van Calcutta
De Universiteit van Calcutta (Engels: University of Calcutta of Calcutta University; Bengaals: কলিকাতা বিশ্ববিদ্যালয়) is de oudste moderne universiteit van India. De universiteit, gelegen in Calcutta, wordt bestuurd door de overheid van de deelstaat West-Bengalen en kent diverse geaffilieerde onderzoeksinstituten.
De centrale campus (Ashutosh Shiksha Prangan) ligt aan College Street, maar er zijn ook campussen in Rajabazar (Rashbehari Shiksha Prangan), Ballygunge (Taraknath Palit Shiksha Prangan), Alipore (Sahid Khudiram Siksha Prangan), Hazra en Zuid-Sinthi.

## Geschiedenis
De Universiteit van Calcutta is de oudste van de moderne universiteiten in India. De universiteit is in 1857 opgericht onder het bestuur van Charles Canning, de toenmalige gouverneur-generaal. Frederick John, de verantwoordelijke voor onderwijs bij het Britse bewind in India, had al het idee in Londen geprobeerd erdoor te krijgen om in Calcutta een universiteit op te richten naar Londens model. Hiermee wilde hij een geleerde bovenklasse creëren in India die de Britten zou helpen bij het besturen van India. In eerste instantie was hij echter niet succesvol hiervoor de benodigde steun te verkrijgen.
Later, in 1854, werd wel een voorstel geaccepteerd om zowel in Calcutta als in Bombay een universiteit op te richten, en de Calcutta University Act werd op 24 januari 1857 van kracht. Een senaat van 41 leden werd gevormd als beleidsmakend college van de universiteit.
De eerste kanselier en vicekanselier van de universiteit waren respectievelijk de toenmalig gouverneur-generaal Canning (van ambtswege) en de voorzitter van het hooggerechtshof James William Colvile. In maart 1857 werd het eerste toelatingsexamen afgenomen in het stadhuis van Calcutta onder 244 kandidaten. In 1858 werd naast de senaat ook een syndicaat ingesteld om mee te beslissen in het beleid van de universiteit.
De senaat hield in het begin haar bijeenkomsten in de raadskamer van het al eerder opgerichte Calcutta Medical College, terwijl het kantoor gevestigd werd in enkele gehuurde kamers aan Camac Street. De jaren erna zou het Writers' Building de ontmoetingsplek vormen voor de senaat en het syndicaat. Het zou tot 1862 duren voor de senaat besloot voor de universiteit een eigen gebouw te laten neerzetten. Vervolgens werd de Senate Hall gebouwd, die in 1873 werd geïnaugureerd.
In de loop der jaren werden vele instituten aan de universiteit geaffilieerd, zoals in 1857 het Nawab Singh Ahluwalia Government College in Kapurthala (Punjab), een van de eerste.
In 1858 studeerden Joddu Nath Bose en Bankim Chandra Chattopadhyay als eerste studenten af aan de universiteit, en in 1882 studeerden de eerste vrouwelijke studentes af: Kadambini Ganguly en Chandramukhi Basu.
In 1890 werd de eerste Indiase vicekanselier benoemd, Gooroodas Banerjee.